# Celeborn
Celeborn è un personaggio di Arda, l'universo immaginario fantasy creato dallo scrittore inglese J. R. R. Tolkien. È un Elfo Sindarin, marito di Galadriel, padre di Celebrían, sposa di Elrond. Il personaggio appare nei romanzi Il Silmarillion, Il Signore degli Anelli, nei Racconti incompiuti e nella Storia della Terra di Mezzo.

## Il personaggio
A differenza di molti altri personaggi le cui origini sono ben definite, non è possibile desumere la sua storia da Il Signore degli Anelli e da Il Silmarillion: da quest'ultima opera sappiamo infatti che nacque nel Doriath ed era imparentato con Thingol e che qui conobbe sua moglie Galadriel. Nelle appendici de Il Signore degli Anelli, invece, apprendiamo che alla fine della Prima Era si trasferì nel Lindon insieme alla moglie. Celeborn e Galadriel ebbero poi una figlia, Celebrían, che in seguito sposò Elrond e dal quale ebbe tre figli, Elladan, Elrohir e Arwen. In seguito, dopo la partenza di re Amroth e alla sua morte nell'anno 1981 della Terza Era, Celeborn e Galadriel divennero il Signore e la Dama del regno di Lothlórien: essi ospitarono la Compagnia dell'Anello durante il loro viaggio e fornirono loro le barche e molti doni, in particolare la fiala di Galadriel, che fu regalata a Frodo. Durante la Guerra dell'Anello, dovette combattere contro gli Orchi che invasero più volte il suo reame, e dopo aver conseguito la vittoria ha attraversato il fiume Anduin e incontrò il re del Bosco Atro Thranduil (che dovette anch'egli combattere contro gli Orchi), con cui si spartì il regno. In seguito, partecipò al matrimonio di sua nipote Arwen con Aragorn, che era appena diventato Re del Regno Riunito di Arnor e Gondor. Nel prologo del romanzo, c'è scritto che dopo la partenza di Galadriel per Valinor si trasferì a Gran Burrone insieme ai nipoti Elladan ed Elrohir e che non è documentato l'anno in cui abbandonò la Terra di Mezzo per raggiungere Galadriel, portando con sé l'ultimo ricordo dei Giorni Antichi della Terra di Mezzo (sappiamo solo che quando Arwen decise di lasciarsi morire a Lothlórien dopo la morte di Aragorn, Celeborn aveva già abbandonato il suo vecchio reame elfico). Sua moglie Galadriel lo descrive come l'Elfo più saggio, ma quando accolse la Compagnia giudicò avventata la scelta di Gandalf di attraversare le miniere di Moria, venendo per questo redarguito da Galadriel.
La sua storia viene però approfondita nei Racconti incompiuti: viene intanto specificato che è figlio di Galadhon, figlio a sua volta di Elmo, fratello di Thingol; inoltre, ha un fratello, Galathil, che è il padre di Nimloth, moglie di Dior. Viene poi narrato che all'inizio della Seconda Era Celeborn e Galadriel si spostarono prima presso il lago di Evendim, dove nacque Celebrían, poi nell'Eregion, dove regnava Celebrimbor. Quando Sauron, sotto le mentite spoglie di Annatar, arrivò nell'Eregion, Celeborn e Galadriel non mostrarono fiducia nei suoi confronti, perciò Sauron manipolò gli altri elfi contro di loro. A questo punto, Galadriel decise di stabilirsi a Lothlórien con la figlia Celebrían, mentre Celeborn, che nutriva una certa ostilità per i nani a causa dell'assassinio di Thingol e pertanto non aveva intenzione di attraversare il reame di Moria, rimase nell'Eregion. Dopo la caduta dell'Eregion, in cui Celeborn guidò le forze elfiche contro l'assedio, egli sopravvisse e riuscì a fuggire a Gran Burrone, dove alcuni anni dopo fu raggiunto da Galadriel e da Celebrían, la quale si innamorò di Elrond. In seguito, Celeborn e Galadriel si spostarono nel Belfalas e nel 1981 T.E., dopo la scomparsa di Amroth, divennero il Signore e la Dama di Lothlórien.
La primissima versione, probabilmente, lo indicava come un Nandor della Valle dell'Anduin. Altre versioni più recenti lo indicano invece come un Telerin di Valinor che seguì i Noldor e l'amata Galadriel nella Terra di Mezzo anche dopo il Fratricidio di Alqualondë ai danni dei Teleri, compiuta da Fëanor e dai suoi seguaci. Inoltre, Amroth inizialmente era figlio di Celeborn e Galadriel.
Nell'adattamento cinematografico di Peter Jackson, in cui è interpretato dall'attore neozelandese Marton Csokas, Celeborn si unisce invece a Frodo, Bilbo, Gandalf, Elrond e Galadriel sulla nave per Valinor.

## Nome
Celeborn (pronuncia: /ˈkɛleborn/) è un nome Sindarin, composto da celeb ("argento") e dal suffisso -orn ("albero") e significa quindi "albero d'argento". È anche il nome dell'albero di Tol Eressëa discendente di Telperion.
Negli ultimi scritti, Tolkien riscrisse le origini di questo personaggio, facendone come detto uno dei Teleri, il cui nome in Quenya è quindi Teleporno (pronuncia: /tɛleˈpɔrno/): telep-, telpe è infatti la radice Telerin per argento (derivata dall'arcaico kyelep-, così come il Sindarin celeb e l'originale Quenya tyelep-, tyelpe, poi sostituito dalla forma Telerin).
Negli ultimi scritti filologici, Tolkien suggerì anche una nuova etimologia del nome, "alto argento", ottenuto facendo derivare il suffisso -orn dall'antico aggettivo ornā ("ascendente, alto") e non dal sostantivo ornē ("albero"). La nuova etimologia è da collegarsi all'alta statura del personaggio, di cui Tolkien parla in altri scritti pubblicati postumi.

## Linea di Celeborn
|  |  |       |       |       |       |       |       |         |         |         |         |         |         |                                     |         |          |          |          |          |          |          |         |         |           |           | Eru Ilúvatar |           |           |           |        |        |       |       |  |  |                   |                   |                   |                   |                   |                   |           |           |  |  |          |          |          |          |          |          |  |  |  |  |  |  |
|  |  |       |       |       |       |       |       |         |         |         |         |         |         |                                     |         |          |          |          |          |          |          |         |         |           |           |              |           |           |           |        |        |       |       |  |  |                   |                   |                   |                   |                   |                   |           |           |  |  |          |          |          |          |          |          |  |  |  |  |  |  |
|  |  |       |       |       |       |       |       |         |         |         |         |         |         |                                     |         |          |          |          |          |          |          |         |         |           |           |              |           |           |           |        |        |       |       |  |  |                   |                   |                   |                   |                   |                   |           |           |  |  |          |          |          |          |          |          |  |  |  |  |  |  |
|  |  |       |       |       |       |       |       | Melian  | Melian  | Melian  | Melian  | Melian  | Melian  |                                     |         |          |          |          |          | Thingol  | Thingol  | Thingol | Thingol | Thingol   | Thingol   |              |           | Olwë      | Olwë      | Olwë   | Olwë   | Olwë  | Olwë  |  |  | Elmo              | Elmo              | Elmo              | Elmo              | Elmo              | Elmo              |           |           |  |  |          |          |          |          |          |          |  |  |  |  |  |  |
|  |  |       |       |       |       |       |       | Melian  | Melian  | Melian  | Melian  | Melian  | Melian  |                                     |         |          |          |          |          | Thingol  | Thingol  | Thingol | Thingol | Thingol   | Thingol   |              |           | Olwë      | Olwë      | Olwë   | Olwë   | Olwë  | Olwë  |  |  | Elmo              | Elmo              | Elmo              | Elmo              | Elmo              | Elmo              |           |           |  |  |          |          |          |          |          |          |  |  |  |  |  |  |
|  |  |       |       |       |       |       |       |         |         |         |         |         |         |                                     |         |          |          |          |          |          |          |         |         |           |           |              |           |           |           |        |        |       |       |  |  |                   |                   |                   |                   |                   |                   |           |           |  |  |          |          |          |          |          |          |  |  |  |  |  |  |
|  |  | Beren | Beren | Beren | Beren | Beren | Beren |         |         |         |         |         |         | Lúthien                             | Lúthien | Lúthien  | Lúthien  | Lúthien  | Lúthien  |          |          |         |         |           |           |              |           |           |           |        |        |       |       |  |  | Galadhon          | Galadhon          | Galadhon          | Galadhon          | Galadhon          | Galadhon          |           |           |  |  |          |          |          |          |          |          |  |  |  |  |  |  |
|  |  | Beren | Beren | Beren | Beren | Beren | Beren |         |         |         |         |         |         | Lúthien                             | Lúthien | Lúthien  | Lúthien  | Lúthien  | Lúthien  |          |          |         |         |           |           |              |           |           |           |        |        |       |       |  |  | Galadhon          | Galadhon          | Galadhon          | Galadhon          | Galadhon          | Galadhon          |           |           |  |  |          |          |          |          |          |          |  |  |  |  |  |  |
|  |  |       |       |       |       |       |       |         |         |         |         |         |         |                                     |         |          |          |          |          |          |          |         |         |           |           |              |           |           |           |        |        |       |       |  |  |                   |                   |                   |                   |                   |                   |           |           |  |  |          |          |          |          |          |          |  |  |  |  |  |  |
|  |  |       |       |       |       |       |       |         |         |         |         |         |         |                                     |         |          |          |          |          |          |          |         |         |           |           |              |           |           |           |        |        |       |       |  |  |                   |                   |                   |                   |                   |                   |           |           |  |  |          |          |          |          |          |          |  |  |  |  |  |  |
|  |  |       |       |       |       |       |       |         |         |         |         |         |         |                                     |         | Galathil | Galathil | Galathil | Galathil | Galathil | Galathil |         |         | Galadriel | Galadriel | Galadriel    | Galadriel | Galadriel | Galadriel |        |        |       |       |  |  | Celeborn          | Celeborn          | Celeborn          | Celeborn          | Celeborn          | Celeborn          |           |           |  |  |          |          |          |          |          |          |  |  |  |  |  |  |
|  |  |       |       |       |       |       |       |         |         |         |         |         |         |                                     |         | Galathil | Galathil | Galathil | Galathil | Galathil | Galathil |         |         | Galadriel | Galadriel | Galadriel    | Galadriel | Galadriel | Galadriel |        |        |       |       |  |  | Celeborn          | Celeborn          | Celeborn          | Celeborn          | Celeborn          | Celeborn          |           |           |  |  |          |          |          |          |          |          |  |  |  |  |  |  |
|  |  |       |       |       |       |       |       |         |         |         |         |         |         |                                     |         |          |          |          |          |          |          |         |         |           |           |              |           |           |           |        |        |       |       |  |  |                   |                   |                   |                   |                   |                   |           |           |  |  |          |          |          |          |          |          |  |  |  |  |  |  |
|  |  |       |       |       |       |       |       |         |         |         |         |         |         |                                     |         |          |          |          |          |          |          |         |         |           |           |              |           |           |           |        |        |       |       |  |  |                   |                   |                   |                   |                   |                   |           |           |  |  |          |          |          |          |          |          |  |  |  |  |  |  |
|  |  |       |       |       |       |       |       | Dior    | Dior    | Dior    | Dior    | Dior    | Dior    |                                     |         | Nimloth  | Nimloth  | Nimloth  | Nimloth  | Nimloth  | Nimloth  |         |         |           |           | Elrond       | Elrond    | Elrond    | Elrond    | Elrond | Elrond |       |       |  |  |                   |                   | Celebrían         | Celebrían         | Celebrían         | Celebrían         | Celebrían | Celebrían |  |  | (Amroth) | (Amroth) | (Amroth) | (Amroth) | (Amroth) | (Amroth) |  |  |  |  |  |  |
|  |  |       |       |       |       |       |       | Dior    | Dior    | Dior    | Dior    | Dior    | Dior    |                                     |         | Nimloth  | Nimloth  | Nimloth  | Nimloth  | Nimloth  | Nimloth  |         |         |           |           | Elrond       | Elrond    | Elrond    | Elrond    | Elrond | Elrond |       |       |  |  |                   |                   | Celebrían         | Celebrían         | Celebrían         | Celebrían         | Celebrían | Celebrían |  |  | (Amroth) | (Amroth) | (Amroth) | (Amroth) | (Amroth) | (Amroth) |  |  |  |  |  |  |
|  |  |       |       |       |       |       |       |         |         |         |         |         |         |                                     |         |          |          |          |          |          |          |         |         |           |           |              |           |           |           |        |        |       |       |  |  |                   |                   |                   |                   |                   |                   |           |           |  |  |          |          |          |          |          |          |  |  |  |  |  |  |
|  |  |       |       |       |       |       |       |         |         |         |         |         |         |                                     |         |          |          |          |          |          |          |         |         |           |           |              |           |           |           |        |        |       |       |  |  |                   |                   |                   |                   |                   |                   |           |           |  |  |          |          |          |          |          |          |  |  |  |  |  |  |
|  |  |       |       |       |       |       |       |         |         |         |         |         |         |                                     |         |          |          |          |          |          |          |         |         |           |           |              |           |           |           |        |        |       |       |  |  |                   |                   |                   |                   |                   |                   |           |           |  |  |          |          |          |          |          |          |  |  |  |  |  |  |
|  |  |       |       |       |       |       |       | Aragorn | Aragorn | Aragorn | Aragorn | Aragorn | Aragorn |                                     |         |          |          |          |          |          |          |         |         |           |           |              |           | Arwen     | Arwen     | Arwen  | Arwen  | Arwen | Arwen |  |  | Elladan e Elrohir | Elladan e Elrohir | Elladan e Elrohir | Elladan e Elrohir | Elladan e Elrohir | Elladan e Elrohir |           |           |  |  |          |          |          |          |          |          |  |  |  |  |  |  |
|  |  |       |       |       |       |       |       | Aragorn | Aragorn | Aragorn | Aragorn | Aragorn | Aragorn |                                     |         |          |          |          |          |          |          |         |         |           |           |              |           | Arwen     | Arwen     | Arwen  | Arwen  | Arwen | Arwen |  |  | Elladan e Elrohir | Elladan e Elrohir | Elladan e Elrohir | Elladan e Elrohir | Elladan e Elrohir | Elladan e Elrohir |           |           |  |  |          |          |          |          |          |          |  |  |  |  |  |  |
|  |  |       |       |       |       |       |       |         |         |         |         |         |         |                                     |         |          |          |          |          |          |          |         |         |           |           |              |           |           |           |        |        |       |       |  |  |                   |                   |                   |                   |                   |                   |           |           |  |  |          |          |          |          |          |          |  |  |  |  |  |  |
|  |  |       |       |       |       |       |       |         |         |         |         |         |         | Eldarion                            |         |          |          |          |          |          |          |         |         |           |           |              |           |           |           |        |        |       |       |  |  |                   |                   |                   |                   |                   |                   |           |           |  |  |          |          |          |          |          |          |  |  |  |  |  |  |
|  |  |       |       |       |       |       |       |         |         |         |         |         |         |                                     |         |          |          |          |          |          |          |         |         |           |           |              |           |           |           |        |        |       |       |  |  |                   |                   |                   |                   |                   |                   |           |           |  |  |          |          |          |          |          |          |  |  |  |  |  |  |
|  |  |       |       |       |       |       |       |         |         |         |         |         |         | Re dei Regni Uniti (Arnor e Gondor) |         |          |          |          |          |          |          |         |         |           |           |              |           |           |           |        |        |       |       |  |  |                   |                   |                   |                   |                   |                   |           |           |  |  |          |          |          |          |          |          |  |  |  |  |  |  |